# Odontokrepis erythropus
Odontokrepis erythropus är en mångfotingart som först beskrevs av Lucas 1858.  Odontokrepis erythropus ingår i släktet Odontokrepis och familjen Chelodesmidae. Inga underarter finns listade i Catalogue of Life.